# Aparecida (Paraíba)
Aparecida è un comune del Brasile nello Stato del Paraíba, parte della mesoregione del Sertão Paraibano e della microregione di Sousa.
È la città dove il poeta e drammaturgo Ariano Suassuna (1927-2014) ha passato la sua infanzia.